# Ahmed Chouqui Binebine
Ahmed Chouqui Binebine (arabisch أحمد شوقي بنبين, DMG Aḥmad Šauqī Binbīn; * 1946 in Marrakesch) ist Direktor der Königlichen Bibliothek in Rabat, Marokko. Er war einer der 138 Unterzeichner des offenen Briefes Ein gemeinsames Wort zwischen Uns und Euch, den Persönlichkeiten des Islam 2007 an „Führer christlicher Kirchen überall“ sandten.

## Werke
- Geschichte der Bibliotheken in Marokko (Histoire des bibliothèques au Maroc), 1992.